# Adopt Me!
Adopt Me! (stiliseret som ADOPT ME!, dansk: Adoptér Mig) er et multiplayer-onlinespil udviklet af Uplift Games på spil- og spiludviklingsplatformen Roblox fra 2017. Spillets oprindelige fokus var et rollespil, hvor spillerne foregav at være enten en forælder, der adopterede et barn, eller et barn, der blev adopteret, men efterhånden som spillet blev udviklet, skiftede fokus til at adoptere og tage sig af virtuelle kæledyr, som kan handles mellem spillerne.
Uplift Games, det uafhængige spiludviklingsfirma bag spillet, beskæftiger omkring 40 personer og tjener 60 millioner dollars om året, hovedsageligt på mikrotransaktioner.
Spillet havde i gennemsnit 160.000 samtidige spillere i september 2022, hvilket gør det til et af de mest populære og succesfulde spil på Roblox. I november 2022 havde Adopt Me! nået 30,8 milliarder besøg og har stadig et af de højeste antal samtidige spillere, deres rekord var med "Dress Your Pets"-opdateringen med over 1,6 millioner samtidige spillere.